# Зиновьева-Аннибал, Лидия Дмитриевна
Лидия Дмитриевна Зино́вьева-Анниба́л (17 февраля [1 марта] 1866, Санкт-Петербург — 17 [30] октября 1907, Могилёвская губерния) — русская писательница «Серебряного века», жена Вячеслава Иванова.

## Жизнь
Родилась в дворянской семье Зиновьевых. Внучка сенатора В. Н. Зиновьева, племянница генерала В. В. Зиновьева, сестра петербургского губернатора А. Д. Зиновьева. Мать — урождённая баронесса Веймарн.
Лидия получила домашнее образование. Непродолжительное время она училась в петербургской женской гимназии, откуда была исключена за строптивый нрав.
В 1884 году Лидия Дмитриевна вышла замуж за домашнего учителя Константина Семёновича Шварсалона. Под влиянием мужа она заинтересовалась социализмом и сблизилась с народниками. В её петербургском доме хранилась нелегальная литература, устраивались конспиративные встречи.

Чтобы избежать семейного гнета, она фиктивно обвенчалась с репетитором своих братьев Шварсалоном и уехала заграницу, чтобы там учиться пению. Училась петь она у Виардо и, вероятно, благодаря деньгам добилась дебюта в миланском «La Scala», но в день спектакля паралич поразил её голосовые связки. С тех пор у неё остались только единичные великолепные ноты замечательного по тембру и оригинальности голоса среди полного хрипа.— М. Кузмин
С Вячеславом Ивановым Лидия Дмитриевна познакомилась в июле 1893 года в Риме, в то время, когда, бежав от мужа за границу, она скиталась по Европе с тремя детьми — Сергеем, Верой и Константином. С 1895-го Зиновьева и Иванов, который также состоял в браке, стали жить вместе. 28 апреля 1896 года в Париже у них родилась дочь Лидия Вячеславовна Иванова, а в мае того же года В. Иванов по обоюдному согласию развёлся со своей первой женой Дарьей Михайловной Дмитриевской (1864—1933), на которой был женат с 1886-го. Однако обвенчались Иванов и Зиновьева только зимой 1899 года, после завершения долгого бракоразводного процесса Лидии Дмитриевны со Шварсалоном, который отказался давать развод. Венчание проходило в греческой православной церкви в Ливорно и состоялось в нарушение церковных и гражданских законов: после развода Иванова с первой женой, от которой у него в 1888 году родилась дочь Александра, ему, согласно церковному канону, не разрешалось вступать в новый брак.
Вместе с Ивановым Зиновьева организовала в Петербурге известный в 1900-е годы литературный салон «На Башне» в доме на Таврической ул., 25.
Умерла от скарлатины. Была похоронена в Александро-Невской лавре на Никольском кладбище; могила считается утраченной.

## Творчество
Первое появление в печати — под фамилией Шварсалон в 1889 году в «Северном вестнике» с этюдом «Неизбежное зло», который повествует о крестьянке Авдотье, вынужденной идти в барский дом кормилицей, обрекая собственного ребёнка… Рассказ датирован 28 июня 1888 г. В начале 1900-х гг. Зиновьева-Аннибал работала над романом «Пламенники», для первой части которого в 1903 году были уже изготовлены гранки в типографии А. С. Суворина. Однако по ряду причин публикация не была осуществлена.
За подписью Зиновьева-Аннибал дебютировала драмой «Кольца» (1904). В дальнейшем, продолжая писать пьесы и стихи, в основном выступала как прозаик. Её сборник рассказов «Трагический зверинец» был книгой, любимой многими известными современниками. Эту книгу высоко ценила Марина Цветаева. Не без влияния «Трагического зверинца» появились «Зверинец» Велимира Хлебникова и «Небесные верблюжата» Елены Гуро. В целом критика приняла сборник благосклонно. Анастасия Чеботаревская подчёркивала социалистические симпатии автора.
В рецензиях и статьях, посвящённых творчеству Андре Жида, Г.Джеймса, Фёдора Сологуба, А.Ремизова, она выступала критиком «психологизма, способного заставить трепетать лишь один отдельно содрогающийся нерв». Зиновьева-Аннибал мечтала о «дерзком реализме», который поможет «с бережной медлительностью, всё забывая, читать и перечитывать книгу, который подхватит читателя волною тончайшего, как кружевная пена, и меткого, как имманентная правда жизни, искусства».
Первая в русской литературе лесбийская повесть «Тридцать три урода» (1906) после публикации вызвала такой скандал, что весь тираж был арестован. Арест был снят в марте 1907 года, за полгода до смерти автора. В повести, среди прочего, преломились «любовно-влюблённые» отношения Иванова и Зиновьевой-Аннибал с Маргаритой Сабашниковой. В сборнике рассказов «Нет!» (издан посмертно в 1918 г.) содержится мистически окрашенный протест против общественных условий, против «правительства полевых судов».

## Семья
Дети:
- Сергей Константинович Шварсалон (1887—1941). С 1906 года учился в Юрьевском университете. В 1912—1913 годах служил в Кассационном департаменте Правительствующего сената[7]. В 1914 году, с началом Первой мировой войны, был призван на фронт и в чине прапорщика служил в артиллерии. На фронте получил ранение в ногу, был демобилизован и впоследствии ходил прихрамывая и пользуясь палкой[8]. В 1915—1917 гг. служил в Горном департаменте Министерства финансов, в Цензурном комитете и в редакции «Торгово-промышленной газеты». После 1917 года публиковался как очеркист и переводчик[7]. В 1920 году работал в Смольном, в отделе информации. В конце 1917-го поступил в РКП(б), но через несколько лет в результате «чистки» был исключён в связи с «непролетарским происхождением»[8]. В 1922 году получил назначение и уехал в Китай, где в Пекине было открыто советское полпредство. Работал там до 1926 года, несколько раз посещал Японию. Работая в полпредстве, одновременно был постоянным корреспондентом журнала «Огонёк» и других петроградских журналов. Вернувшись на родину, работал заместителем заведующего иностранным отделом Ленинградской областной молодёжной газеты «Смена». 22 августа 1932 года был арестован. 9 октября 1932-го осуждён по статье 58, часть 5*, на срок заключения 10 лет. Отбывал срок в Беломорско-Балтийском исправительно-трудовом лагере. Освобождён досрочно в 1937 году. После освобождения жил в Калуге. 21 сентября 1941 года в Калуге был повторно арестован, обвинён в шпионаже в пользу польской и японской разведок и приговорен к расстрелу.
- Вера Константиновна Шварсалон (6.08.1890—1920). 17 июля 1912 года родила от Вячеслава Иванова сына, Дмитрия Вячеславовича Иванова (1912—4.06.2003). В 1913 году вступила в брак со своим отчимом, Вячеславом Ивановым, зимой 1913 года они обвенчались по греческому обряду[4]. Умерла 8 августа 1920 года в клинике Московского университета от тяжёлой болезни. Похоронена на кладбище Новодевичьего монастыря.
- Константин Константинович Шварсалон (1892?—1918?).
- Лидия Вячеславовна Иванова (28.04.1896—06.07.1985)[9].